# توماس غرهام
توماس غرهام هو سياسي كندي، ولد في 20 مارس 1840 في فاوجان في كندا، وتوفي في 7 مايو 1907 في لندن في المملكة المتحدة. حزبياً، نشط في حزب أونتاريو المحافظ التقدمي. وقد انتخب عضو برلمان مقاطعة أونتاريو.